# Laurent Ségalat
Pour les articles homonymes, voir Ségalat.
 (novembre 2015).
Si vous disposez d'ouvrages ou d'articles de référence ou si vous connaissez des sites web de qualité traitant du thème abordé ici, merci de compléter l'article en donnant les références utiles à sa vérifiabilité et en les liant à la section « Notes et références ».
Laurent Ségalat, né le 22 février 1964 à Paris, est un généticien, essayiste, libraire et juriste français.
Il a été au centre d'une affaire judiciaire connue en Suisse sous le nom de l'« affaire Ségalat », par laquelle il a été condamné pour meurtre, culpabilité confirmée par le Tribunal fédéral, à 14 ans d'emprisonnement par la Cour d'appel pénale du canton de Vaud, condamnation confirmée par la Cour européenne des droits de l'homme.

## Biographie

### Activité scientifique
Après un doctorat en biologie soutenu à l'université Paris-VII obtenu en 1992,, Laurent Ségalat termine ses études de 1993 à 1995 à l'université Harvard aux États-Unis,.
Recruté au CNRS en 1995 avec le grade de chargé de recherches, il est l'un des premiers généticiens à réintroduire en France le modèle animal Caenorhabditis elegans. Avec le soutien du CNRS, Laurent Ségalat crée une équipe de recherche à l'institut de pharmacologie moléculaire et cellulaire du CNRS de Sophia Antipolis, où il effectue des travaux pionniers en démontrant le potentiel de Caenorhabditis elegans pour l’étude des maladies humaines.
Son équipe se concentre notamment sur l’étude des myopathies, et en particulier de la myopathie de Duchenne. Il reçoit à ce titre de nombreux financements de l'association française contre les myopathies (AFM) à partir de 1996.
En 1999, Laurent Ségalat transfère son équipe de recherche au centre de génétique moléculaire et cellulaire du CNRS, localisé à Villeurbanne, à proximité de Lyon. Il est nommé directeur de recherches au CNRS en 2000, fonctions qu’il exerce jusqu’en 2010.[réf. nécessaire]

### Essais sur la science
En parallèle à ses travaux de recherche, Laurent Ségalat s’investit dans la diffusion des connaissances scientifiques auprès du grand public. Il donne de nombreuses conférences dans des maisons de la culture, des centres associatifs et des établissements scolaires. Il devient un membre actif de l’association 1001 sciences, qui organise des débats scientifiques dans la région lyonnaise. Il est l'auteur de plusieurs ouvrages de vulgarisation sur la génétique.[réf. nécessaire]
Avec ses collègues Marie-Anne Félix et Michel Labouesse, il est l’auteur du premier ouvrage en français consacré au modèle animal Caenorhabditis elegans : Caenorhabditis elegans : un organisme modèle en biologie (Éditions Hermann).
En 2008, en pleine controverse sur le clonage, il publie un essai dans lequel il tente de dédramatiser la question du clonage animal et humain La Fabrique de l’Homme.
En 2009, Laurent Ségalat publie un essai remarqué sur la recherche scientifique La Science à bout de souffle ? (Éditions du Seuil), dans lequel il critique avec virulence le système de financement de la recherche publique, basé sur le recours systématique à l'appel à projets, et le mode d’évaluation des chercheurs. Cet essai lui vaut de nombreux articles de presse et plusieurs passages à la radio et la télévision,,.

### Libraire et romancier
Lassé par la mutation de la recherche publique qu’il dénonce dans La Science à bout de souffle ?, Laurent Ségalat engage dès 2008 une reconversion professionnelle vers le monde des livres, monde qu’il décrit comme « ses premières amours professionnelles »[réf. souhaitée].
Il réduit son activité de chercheur au CNRS pour seconder son père Roger-Jean Ségalat, libraire renommé en livres anciens à Lausanne  en Suisse. Il apprend ainsi le métier de libraire en livres anciens, avec le projet de reprendre à terme la libraire familiale[réf. souhaitée].
Parallèlement, il rédige un roman La Vie de Morgan, premier volet de la trilogie Les Temps modernes, roman qui ne paraîtra finalement qu’en 2013 aux éditions Michalon. Ce roman décrit un monde futuriste et déshumanisé, dans lequel les libertés individuelles ont disparu sous l’emprise de réglementations tatillonnes investissant chaque parcelle de la vie des individus.
Le deuxième volet de la trilogie, intitulé La Vie de Joseph, paraît en 2015. Inspiré du Procès de Kafka, ce roman est une réflexion sur le monde numérique et ses dérives.

### Juriste
En juin 2014, il obtient un master M2 de droit de la propriété intellectuelle à l'université Lyon-III. La même année, il se présente au concours d’entrée à l’Ecole des Avocats de Lyon (EDARA), qu’il obtient avec la plus haute note de sa promotion. Il intègre l’EDARA en janvier 2015. Cependant, en raison de sa condamnation pour meurtre et du mandat d'arrêt international émis à son encontre , il ne peut mener sa formation à terme.

### Épicier
Actuellement et depuis 2016, Laurent Ségalat est le gérant des magasins rue des producteurs à Lyon. Il dirige quatre magasins dont le concept principal est le circuit court.

## L’affaire Ségalat

### Décès suspect de Catherine Ségalat
Le 9 janvier 2010, à 21h15, Laurent Ségalat contacta les services d'urgence par téléphone depuis la villa de son père, alors hospitalisé, et de sa belle-mère, Catherine Ségalat, dans la commune du Vaux-sur-Morges, en Suisse. Il prétend avoir retrouvé cette dernière dans la buanderie, au rez-de-chaussée, en bas de l'escalier menant à l'étage.
Lors de l'arrivée des secours, le cadavre de Catherine Ségalat avait été déplacé dans une pièce attenante à la buanderie. Selon les constatations du médecin présent sur place, Laurent Ségalat présentait des éraflures fraîches, de couleur rouge vif, sur les articulations des doigts des deux mains et des griffures sur les pommettes de son visage. En outre, des traces ADN de la victime furent retrouvées par la suite sous les ongles de Laurent Ségalat.
Quant à la police, après avoir constaté que le cadavre avait été déplacé, elle se rendit compte que les lieux du drame avaient été « soigneusement nettoyés », le sol étant encore humide, et que Laurent Ségalat avait changé de vêtements, cela avant l'arrivée des secours.
Le cadavre de Catherine Ségalat présentait des plaies au visage, sur le cuir chevelu et le pavillon auriculaire gauche, une fracture de la calotte crânienne, ainsi que des ecchymoses, dermabrasions et plaies au niveau du visage et des membres supérieurs, notamment aux mains, dont un ongle avait été arraché du côté de la lunule au deuxième doigt gauche. Les pieds de la victime étaient ensanglantés, ce qui indiquait qu'elle avait marché dans son propre sang avant son décès.
Au vu de ces éléments, la thèse du meurtre fut privilégiée par la police.

#### Déclarations de Laurent Ségalat
Lors de son audition le 10 janvier 2010, Laurent Ségalat a indiqué être arrivé entre 19h30 et 20h30 au domicile de la victime. Cette dernière gisait sur le sol, mais était consciente et il lui semblait qu'elle respirait encore. Il indiqua n'avoir pas appelé immédiatement les secours mais avoir tenté une réanimation cardiaque, faute pour lui de connaître le numéro des services d'urgence suisse. Il avait également piqué la victime avec l'aide d'un poinçon, afin de voir si celle-ci réagissait, ce qui ne fut pas le cas. Après une heure de réanimation, il indiqua avoir pris conscience que sa belle-mère était décédée. Il consulta un annuaire téléphonique au premier étage de la maison et appela les services de secours.
Laurent Ségalat confirma aux policiers avoir lavé le sang présent sur le sol uniquement, avant l'arrivée de secours, et avoir changé sa chemise une seule fois. Il indiqua avoir nettoyé les traces de sang au sol car il trouvait « inconvenant » de faire marcher les services de secours dans une flaque de sang, cela pour atteindre la victime. Il justifia également son comportement en indiquant qu'il avait horreur du sang. Quant aux traces d'ADN de la victime retrouvées sous ses ongles, elles s'expliqueraient selon lui par sa tentative de réanimation.
S'agissant des blessures présente sur ses mains, Laurent Ségalat indiqua qu'elle provenait du dégivrage du pare-brise de sa voiture. Les blessures sur son visage provenaient, selon Laurent Ségalat, des bagues de la victime, lors de sa tentative de réanimation. Il indiqua également qu'il était possible qu'il se soit lui-même griffé en procédant à la réanimation. Par la suite, lors d'une audition distincte, il déclara qu'il avait souvent le visage égratigné, notamment par le rasage, les jeux avec ses enfants ou sa vie conjugale, indiquant qu'il « arrive souvent que [sa] compagne [le] griffe ».

#### Enquête de la Police
Lors de l'enquête menée par la police sur les lieux du crime, une chemise bleue, de marque Filmark, partiellement ensanglantée, fut retrouvée dans un sac plastique, déposé devant la machine à laver. Une seconde chemise, de marque Celio, fortement ensanglantée et dont deux boutons manquaient au niveau du col, ainsi qu'un t-shirt avec des traces de sang, au niveau du col, furent retrouvés dans le lave-linge, cachés sous d'autres habits qui, eux, ne présentaient aucune trace de sang. La présence de deux chemises ensanglantées laissait penser pour la police que Laurent Ségalat s'était vraisemblablement changé à deux reprises avant d'effectuer son appel d'urgence.
Après la pulvérisation d'un révélateur chimique (luminol), les policiers constatèrent que des traces de sang étaient présentes sur une surface d'environ 28 m2, lavée par Laurent Ségalat, notamment sur le sol de la buanderie, les deux faces de la porte de l'escalier, des parois et ce, jusqu'à 1,40 m de hauteur, le lavabo, des portes d'armoire, la machine à laver et la chaudière. Un nettoyage, même effectué de manière dynamique, ne pouvait expliquer de telles projections de sang, notamment au niveau du col de la chemise de Laurent Ségalat. L'hypothèse selon laquelle ce dernier avait lui-même asséné des coups à la victime pouvait être considérée par les experts scientifiques de la police comme « très probable ».
Quant au père de Laurent Ségalat, il indiqua que ce dernier était venu lui rendre visite le jour du drame, dans l'après-midi. Questionné, il indiqua que, au moment de sa visite, Laurent Ségalat ne présentait aucune marque ou griffure sur le visage. Enfin, la compagne de Laurent Ségalat indiqua n'avoir jamais griffé ce dernier et que, le jour du drame, il ne présentait également aucune marque au visage.

#### Expertises médico-légales
L'expertise effectuée par l'Institut médico-légal de Lausanne, indique, dans son rapport du 20 mai 2010, que l'importance des lésions constatées sur la victime indiquait l'intervention d'un tiers. Quant aux lésions présentes au visage et au cou de Laurent Ségalat, elles étaient « difficilement compatibles » avec les déclarations de ce dernier lors de son audition.
Laurent Ségalat mandata un expert privé, médecin légiste et anatomopathologiste à Paris, qui, sur la base du contenu gastrique de la victime tel que ressortant du dossier de l'autopsie, estima, dans un rapport du 14 février 2011, que le décès pourrait être intervenu entre 20h et 22h, en prenant un compte un arrêt de la vidange gastrique à 17h00. Les lésions crâniennes de la victime pouvait s'expliquer par une chute dans l'escalier et les traces de sang retrouvées sur les chemises par une réanimation « frénétique » telle que décrit par Laurent Ségalat.
Après avoir pris connaissance de cette expertise, l'Institut médico-légal de Lausanne répondit que l'analyse de la vidange gastrique, pour déterminer l'heure du décès, était considérée par la communauté médico-légale comme extrêmement aléatoire en raison de sa trop grande imprécision. Enfin, une chute dans l'escalier ne pouvait expliquer l'ensemble des lésions constatées sur la victime. De même, les lésions cutanées constatées sur Laurent Ségalat, notamment son visage, ne pouvaient s'expliquer par une victime, selon ses dires, inconsciente ou lors d'une réanimation cardiaque.
En raison des conclusions contradictoires, le ministère public vaudois mandata une seconde expertise médico-légale, confiée à un professeur portugais en médecine légale et en sciences médico-légales, le prof. Duarte Nuno Vieira, sommité mondiale en la matière. Selon ce dernier, le rapport de l'Institut médico-légal de Lausanne avait été effectué dans les règles de l'art et en totale adéquation avec les protocoles internationaux. L'analyse du contenu gastrique n'était pas un moyen fiable pour déterminer l'heure du décès. Enfin, les lésions constatées sur la victime n'étaient pas compatibles avec une chute dans l'escalier mais correspondaient, avec une très haute probabilité, à une situation d'agression avec une tentative de défense de la victime. Quant aux lésions constatées sur Laurent Ségalat, elles ne pouvaient s'expliquer par la situation décrite par l'intéressé (frottement de bague de la victime sur son visage), mais plutôt par une situation de lutte avec mouvement de défense de la victime.

S'agissant du contenu du rapport d'expertise privée du 14 février 2011 présenté par Laurent Ségalat, le Prof. Duarte Nuno Vieira indiqua : 
« Non seulement contient-il des affirmations et des diagnostics qui ne sont pas corrects (nous le verrons plus loin), mais encore (et nous le déplorons vivement) est-il rédigé dans une perspective qui ne peut apparaître que tendancieuse, l'argumentation et les justifications formulées à propos de chaque lésion traumatique ne prenant en considération que l'explication ou les explications susceptibles de soutenir la thèse de la défense »
.

#### Suites judiciaires
Le 9 janvier 2010 au soir, Catherine Ségalat, épouse en troisièmes noces de Roger-Jean Ségalat, père de Laurent Ségalat, est retrouvée morte à son domicile de Vaux-sur-Morges. Laurent Ségalat, qui a averti la police, prétend avoir trouvé sa belle-mère agonisante au bas d'un escalier et avoir tenté une réanimation infructueuse, mais la police le soupçonne de s'être battu avec sa belle-mère.
Les enquêteurs ne sont pas convaincus par les explications qu'il donne au sujet des traces de griffure qu’il porte au visage et au cou, du temps qu'il a fallu pour contacter les secours, du fait qu'il a déplacé le corps, de la raison pour laquelle il a changé de chemise et lavé les traces de sang au sol. Par la suite, l'Institut médico-légal de Lausanne atteste dans un rapport la thèse de coups portés à la tête.
Le lendemain, le 10 janvier 2010, Laurent Ségalat est inculpé de meurtre par un juge d’instruction du canton de Vaud et immédiatement incarcéré à Lausanne. Il passera 29 mois en détention préventive. Sa famille et ses amis créent pour le soutenir « L'association de soutien à Laurent Ségalat ».
Au cours des deux ans d'instruction, en dépit de recherches extensives[non neutre], les enquêteurs ne parviennent à trouver ni arme, ni mobile. Selon tous les témoins[non neutre] interrogés, Laurent Ségalat et Catherine Ségalat étaient proches et s’entendaient bien. Ni l’un ni l’autre n’étaient connus pour des accès de violence[réf. incomplète].
Alors que le ministère public du canton de Vaud soutient la thèse du meurtre et de la culpabilité de Laurent Ségalat, deux experts médicaux commis par la défense, les professeurs Dominique Lecomte et Michaël Fried, rendent des rapports concluant respectivement à la thèse d’une chute dans l’escalier et à l’impossibilité pour Laurent Ségalat d’avoir été présent sur place au moment du traumatisme crânien ayant causé la mort de Catherine Ségalat,[réf. incomplète].

##### Acquittement en première instance
Le 23 mai 2012 s’ouvre devant le tribunal criminel de La Côte le procès pour meurtre de Laurent Ségalat. Celui-ci est défendu par les avocats suisses Marie-Pomme Moinat et Stefan Disch et par l’avocat français Gilles-Jean Portejoie. Le 1er juin 2012, à l’issue de huit jours de procès, Laurent Ségalat est acquitté au bénéfice du doute et libéré. Dans ses conclusions, le tribunal de La Côte se montre convaincu de l'agression de Catherine Ségalat mais, malgré les lésions inexpliquées sur le visage de Laurent Ségalat, elle considère « qu’il existe d'un point de vue objectif un doute sérieux sur le déroulement des faits ainsi que sur l'implication de Laurent Ségalat dans le décès ».
Le 12 juillet 2012, le procureur général du canton de Vaud fait appel du jugement de première instance.

##### Condamnation en appel
Le 29 novembre 2012, Laurent Ségalat est rejugé en appel par la Cour d’appel pénale du canton de Vaud. Laurent Ségalat est rapidement interrogé sur des questions relatives à son état civil et à ses revenus depuis sa libération. Puis, la parole est donnée au ministère public et aux avocats et, après quatre heures de plaidoiries, l’audience est close. Le lendemain, le 30 novembre 2012, le verdict est rendu par les trois magistrats de la Cour d’appel pénale. Laurent Ségalat, qui réside en France, ne s'est pas présenté à l'annonce du verdict. Il est déclaré coupable de meurtre et condamné à seize ans de prison. Un juriste a exprimé sa désapprobation de l’absence de réels débats devant la cour d‘appel,.
Le 26 septembre 2013, le Tribunal fédéral confirme le verdict de culpabilité mais casse la condamnation à seize ans de prison au motif que « la culpabilité a été appréciée à l’aune d’éléments sans pertinence et qu’elle est insuffisamment motivée. » L’affaire est renvoyée devant la cour d’appel de Lausanne, qui statue dans la même composition et sans audience, et prononce une nouvelle condamnation de quatorze ans de prison. La Suisse lance alors un mandat d'arrêt international contre Laurent Ségalat. Celui-ci ne peut toutefois pas être extradé de France, car la France n’extrade pas ses nationaux.

##### Saisine de la Cour européenne des droits de l'homme
En février 2014, les avocats de Laurent Ségalat introduisent un recours devant la Cour européenne des droits de l'homme (CEDH) pour violation des règles du procès équitable. Le 16 décembre, la Cour européenne des droits de l'homme (CEDH) juge irrecevable tous les éléments avancés par Laurent Ségalat dans son recours.
« De l'avis de la Cour, bien que l'audience n'ait duré que cinq heures et que la juridiction d'appel n'ait pas réentendu directement les témoins et les experts, il ressort du jugement de cinquante-huit pages que tous les éléments de preuve ont été appréciés pour déterminer la culpabilité du requérant ».
En janvier 2015, la Suisse saisit officiellement la France d’une demande d’incarcération de Laurent Ségalat en France au titre de la délégation d’exécution des condamnations pénales. Le 18 mai 2015, faute de base légale, la France refuse la demande malgré le fait qu'elle ne remette pas en cause le verdict de culpabilité, ce qui suscite de nombreuses réactions indignées de personnalités et de médias.
En août 2015, saisi d’une question écrite du député suisse Olivier Feller, le  Conseil fédéral fait savoir qu’il préconise la tenue d’un nouveau procès en France de Laurent Ségalat, plutôt qu’une délégation d’exécution, seul moyen juridique selon le Conseil fédéral pour que Laurent Ségalat puisse éventuellement purger une peine de prison en France. Le ministère public du canton de Vaud s’oppose alors à cette idée, exposant qu’un nouveau jugement français anéantirait juridiquement la condamnation suisse. Laurent Ségalat et son avocat maître Gilles-Jean Portejoie ont fait savoir qu’ils sont favorables à un nouveau procès en France.

## Publications
- 2002 : Caenorhabditis elegans : un organisme modèle en biologie (en collaboration avec M-A Félix et M Labouesse)  (ISBN 978-2-7056-6427-5)
- 2007 : La Thérapie génique : Révolution médicale entre rêve et réalité  (ISBN 978-2729835774)
- 2008 : La Fabrique de l’Homme  (ISBN 978-2849411018)
- 2009 : La Science à bout de souffle ?  (ISBN 978-2021002683)
- 2013 : La Vie de Morgan  (ISBN 978-2-84186-704-2)
- 2015 : Roger Ségalat et l’aventure de la librairie Melisa à Lausanne  (ISBN 978-2-88474-749-3)
- 2015 : La Vie de Joseph  (ISBN 979-10-302-0014-0)